# Shakul Samed
Shakul Samed est un boxeur ghanéen né le 17 mars 1999.

## Carrière
Aux Jeux africains de 2019 à Rabat, il remporte la médaille de bronze dans la catégorie des poids mi-lourds.